# 287-й истребительный авиационный полк
287-й истребительный авиационный полк (287-й иап) — воинская часть Военно-воздушных сил (ВВС) Вооружённых Сил РККА, принимавшая участие в боевых действиях Великой Отечественной войны.

## История наименований полка
За весь период своего существования полк своё наименование не менял:
- 287-й истребительный авиационный полк;
- 287-й истребительный авиационный полк ПВО;
- 287-й истребительный авиационный полк;
- 287-й истребительный авиационный Новгородский полк;
- Войсковая часть (Полевая почта) 55728.

## Создание полка
287-й истребительный авиационный полк начал формироваться 06 марта 1941 года в составе 76-й истребительной авиационной дивизии ВВС Харьковского военного округа на аэродроме г. Купянск по штату 15/21 на самолётах И-16.
| И-16 | Харрикейн |

## Расформирование полка
287-й истребительный авиационный Новгородский полк в апреле 1947 года расформирован в 269-й иад 4-й ВА Северной группы войск.

## В действующей армии
В составе действующей армии:
- с 26 сентября 1941 года по 5 октября 1941 года;
- с 20 января 1942 года по 31 июля 1942 года;
- с 21 августа 1942 года по 8 сентября 1942 года;
- со 2 января 1943 года по 12 апреля 1943 года;
- с 1 июля 1943 года по 9 мая 1945 года.

## Командиры полка
- подполковник Додонов, Валентин Яковлевич[3], 04.1941 — 10.09.1942
- майор, подполковник Румянцев Александр Васильевич[3], 16.09.1942 — 02.10.1944
- майор Максимов Фёдор Иванович[3], 02.10.1944 — 31.12.1945

## В составе соединений и объединений
| Период        | Фронт (округ)                        | армия                                | корпус                                    | дивизия                                       | примечание                                                                             |
| ------------- | ------------------------------------ | ------------------------------------ | ----------------------------------------- | --------------------------------------------- | -------------------------------------------------------------------------------------- |
| 06.03.1941 г. | Харьковский военный округ            | ВВС округа                           |                                           | 76-я истребительная авиационная дивизия       | Купянск, И-16                                                                          |
| 22.06.1941 г. | Харьковский военный округ            | ВВС округа                           |                                           | 76-я смешанная авиационная дивизия            | Находился в стадии формирования                                                        |
| 01.09.1941 г. | Харьковский военный округ            | ВВС округа                           |                                           | 76-я смешанная авиационная дивизия            | Переформирован по штату 015/134.                                                       |
| 26.09.1941 г. | Юго-Западный фронт                   | ВВС фронта                           |                                           | 76-я смешанная авиационная дивизия            | вступил в боевые действия на И-16                                                      |
| 05.10.1941 г. | Юго-Западный фронт                   | ВВС фронта                           |                                           | 76-я смешанная авиационная дивизия            | выведен на переформирование и пополнение                                               |
| 06.10.1941 г. | Орловский военный округ              | ВВС округа                           |                                           | 4-й запасной истребительный авиационный полк  | Моршанск                                                                               |
| 05.11.1941 г. | Орловский военный округ              | ВВС округа                           |                                           | 4-й запасной истребительный авиационный полк  | переформирован по штату 015/174                                                        |
| 10.11.1941 г. | Московский военный округ             | ВВС округа                           |                                           | 22-й запасной истребительный авиационный полк | Кинешма Ивановской области                                                             |
| 06.12.1941 г. | Московский военный округ             | ВВС округа                           |                                           | 22-й запасной истребительный авиационный полк | переучился на английские истребители «Харрикейн»                                       |
| 04.01.1942 г. | Московский военный округ             | Московский корпусной район ПВО       | 6-й истребительный авиационный корпус ПВО |                                               | Харрикейн                                                                              |
| 20.01.1942 г. | Московский военный округ             | Московский корпусной район ПВО       | 6-й истребительный авиационный корпус ПВО |                                               | вступил в боевые действия на Харрикейн                                                 |
| 01.06.1942 г. | Московский военный округ             | ВВС округа                           |                                           | 22-й запасной истребительный авиационный полк | прибыл на доукомплектование, Иваново                                                   |
| 03.07.1942 г. | Московский военный округ             | ВВС округа                           |                                           | 22-й запасной истребительный авиационный полк | Доукомплектован                                                                        |
| 04.07.1942 г. | Брянский фронт                       | 1-я истребительная авиационная армия |                                           | 287-я истребительная авиационная дивизия      |                                                                                        |
| 01.08.1942 г. | Московский военный округ             | ВВС округа                           |                                           |                                               | выведен на доукомплектование в Тулу                                                    |
| 19.08.1942 г. | Московский военный округ             | ВВС округа                           |                                           |                                               | доукомплектован                                                                        |
| 21.08.1942 г. | Сталинградский фронт                 | 8-я воздушная армия                  |                                           | 288-я истребительная авиационная дивизия      |                                                                                        |
| 08.09.1942 г. | Сталинградский фронт                 | 8-я воздушная армия                  |                                           | 288-я истребительная авиационная дивизия      | выведен на доукомплектование                                                           |
| 16.09.1942 г. | Сибирский военный округ              | ВВС округа                           |                                           | 19-й запасной истребительный авиационный полк | прибыл на доукомплектование, Новосибирск                                               |
| 12.12.1942 г. | Сибирский военный округ              | ВВС округа                           |                                           | 19-й запасной истребительный авиационный полк | переформирован по штату 015/284 и переучен на Як-7б                                    |
| 16.12.1942 г. | Резерв Верховного Главнокомандования |                                      |                                           | 269-я истребительная авиационная дивизия      | Як-7б                                                                                  |
| 02.01.1943 г. | Воронежский фронт                    | 2-я воздушная армия                  |                                           | 269-я истребительная авиационная дивизия      | Приступил к боевой работе на Як-7б                                                     |
| 12.04.1943 г. | Воронежский фронт                    | 2-я воздушная армия                  |                                           | 269-я истребительная авиационная дивизия      | Убыл в тыл на доукомплектование и перевооружение                                       |
| 19.04.1943 г. | Приволжский военный округ            | ВВС округа                           |                                           | 6-й запасной истребительный авиационный полк  | прибыл на доукомплектование и перевооружение в Рассказово Тамбовской области           |
| 30.06.1943 г. | Приволжский военный округ            | ВВС округа                           |                                           | 6-й запасной истребительный авиационный полк  | перевооружён на Як-1б                                                                  |
| 22.07.1943 г. | Волховский фронт                     | 14-я воздушная армия                 |                                           | 269-я истребительная авиационная дивизия      | Як-1б                                                                                  |
| 15.02.1944 г. | Ленинградский фронт                  | 14-я воздушная армия                 |                                           | 269-я истребительная авиационная дивизия      | Як-1б                                                                                  |
| 26.02.1944 г. | Ленинградский фронт                  | 13-я воздушная армия                 |                                           | 269-я истребительная авиационная дивизия      | Як-1б                                                                                  |
| 24.04.1944 г. | 3-й Прибалтийский фронт              | 14-я воздушная армия                 |                                           | 269-я истребительная авиационная дивизия      | Як-1б                                                                                  |
| 24.04.1944 г. | 3-й Прибалтийский фронт              | 14-я воздушная армия                 |                                           | 269-я истребительная авиационная дивизия      | Як-1б                                                                                  |
| 01.08.1944 г. | 3-й Прибалтийский фронт              | 14-я воздушная армия                 |                                           | 269-я истребительная авиационная дивизия      | Як-1б, начал получать на вооружение самолёты Як-9Т                                     |
| 16.10.1944 г. | 2-й Прибалтийский фронт              | 14-я воздушная армия                 |                                           | 269-я истребительная авиационная дивизия      | Як-1б, Як-9Т                                                                           |
| 26.11.1944 г. | 2-й Белорусский фронт                | 4-я воздушная армия                  |                                           | 269-я истребительная авиационная дивизия      | Як-1б, Як-9Т                                                                           |
| 30.11.1944 г. | 2-й Белорусский фронт                | 4-я воздушная армия                  |                                           | 269-я истребительная авиационная дивизия      | Летный состав полка убыл в г. Саратов на авиазавод № 292 для получения и освоения Як-3 |
| 20.04.1945 г. | 2-й Белорусский фронт                | 4-я воздушная армия                  |                                           | 269-я истребительная авиационная дивизия      | Возобновил боевую работу на Як-3                                                       |
| 09.05.1945 г. | 2-й Белорусский фронт                | 4-я воздушная армия                  |                                           | 269-я истребительная авиационная дивизия      | Як-3                                                                                   |
| 10.06.1945 г. | Северная группа войск                | 4-я воздушная армия                  | 8-й истребительный авиационный корпус     | 269-я истребительная авиационная дивизия      | Як-3                                                                                   |
| 01.04.1947 г. | Северная группа войск                | 4-я воздушная армия                  | 8-й истребительный авиационный корпус     | 269-я истребительная авиационная дивизия      | расформирован                                                                          |

## Участие в операциях и битвах
- Сумско-Харьковская оборонительная операция — с 30 сентября 1941 года по 5 октября 1941 года.
- при выполнении задач ПВО Московской зоны ПВО осуществлял прикрытие города и военных объектов Москвы с воздуха, помимо выполнения задач ПВО вылетал на прикрытие наземных войск, штурмовку войск противника, действуя в интересах командования фронтов.
- Битва за Москву — 20 января 1942 года по 20 апреля 1942 года
- Сталинградская битва — 21 августа 1942 года по 8 сентября 1942 года
- Острогожско-Россошанская операция — с 13 января 1943 года по 27 января 1943 года.
- Мгинская наступательная операция — с 22 июля 1943 года по 22 августа 1943 года.
- Ленинградско-Новгородская операция — с 14 января 1944 года по 1 марта 1944 года.
- Новгородско-Лужская наступательная операция — с 14 января 1944 года по 15 февраля 1944 года.
- Псковско-Островская операция — с 17 июля 1944 года по 31 июля 1944 года.
- Тартуская наступательная операция — с 10 августа 1944 года по 6 сентября 1944 года.
- Рижская операция — с 14 сентября 1944 года по 22 октября 1944 года.
- Восточно-Прусская операция — с 13 января 1945 года по 25 апреля 1945 года.
- Млавско-Эльбингская операция — с 14 января 1945 года по 26 января 1945 года.
- Восточно-Померанская операция — с 10 февраля 1945 по 4 апреля 1945 года.
- Берлинская наступательная операция — с 16 апреля 1945 года по 8 мая 1945 года.

## Первая победа полка в воздушном бою
Первая известная воздушная победа полка в Отечественной войне одержана 04 февраля 1942 года: лейтенант Гробовой П. Р. в воздушном бою в районе Вязовка — Кузьмино сбил немецкий истребитель Ме-109 (Messerschmitt Bf.109).

## Почётные наименования
287-му истребительному авиационному полку 21 января 1944 года за отличие в боях с немецкими захватчиками за освобождение города Новгород присвоено почётное наименование «Новгородский»

## Награды
287-й истребительный авиационный полк за образцовое выполнение боевых заданий командования в боях с немецкими захватчиками при овладении островом Рюген и проявленные при этом доблесть и мужество Указом Президиума Верховного Совета СССР от 4 июня 1945 года награждён орденом «Суворова III степени».

## Благодарности Верховного Главнокомандующего
| Истребитель Як-3 | Як-9УМ | Як-9 |

За проявленные образцы мужества и героизма Верховным Главнокомандующим лётчикам полка в составе 269-й иад объявлены благодарности:
- За форсирование реки Великая[5].
- За овладение городом Остров[6].
- За овладение городом Псков[7].
- За овладение городом Тарту[8].
- За овладение городом Валга[9].
- За овладение городом Рига[10].
- За овладение городами Млава, Дзялдов (Зольдау) и Плоньск[11].
- За вторжение в южные районы Восточной Пруссии[12].
- За овладение городами Остероде и Дейч-Эйлау[13].
- За овладение городами Шлохау, Штегерс, Хаммерштайн, Бальденберг, Бублиц[14].
- За овладение городом Кёзлин[15].
- За овладение городом и крепостью Грудзёндз[16].
- За овладение городами Гнев и Старогард[17].
- За овладение городами Бытув и Косьцежина[18].
- За овладение городом и военно-морской базой Гдыня[19].
- За овладение городами Пренцлау, Ангермюнде[20].
- За овладение городами Эггезин, Торгелов, Пазевальк, Штрасбург, Темплин[21].
- За овладение городами Анклам, Фридланд, Нойбранденбург, Лихен[22].
- За овладение городами Грайфсвальд, Трептов, Нойштрелитц, Фюрстенберг, Гранзее[23].
- За овладение городами Штральзунд, Гриммен, Деммин, Мальхин, Варен, Везенберг[24].
- За овладение городами Барт, Бад-Доберан, Нойбуков, Барин, Виттенберге[25].
- За овладение портом и военно-морской базой Свинемюнде[26].
- За овладение островом Рюген[27].

## Отличившиеся воины
- Коняхин Василий Дмитриевич, старший лейтенант, заместитель командира эскадрильи 287-го истребительного авиационного полка 269-й истребительной авиационной дивизии 4-й воздушной армии 18 августа 1945 года Указом Президиума Верховного Совета СССР удостоен звания Герой Советского Союза. Золотая Звезда № 7948.
- Лукин Василий Петрович, капитан, командир эскадрильи 287-го истребительного авиационного полка 269-й истребительной авиационной дивизии 14-й воздушной армии 26 октября 1944 года Указом Президиума Верховного Совета СССР удостоен звания Герой Советского Союза. Золотая Звезда № 5410.
- Храмов Николай Иванович, командир эскадрильи 287-го истребительного авиационного полка 23 февраля 1948 года за мужество и отвагу, проявленные в годы Великой Отечественной войны и при освоении реактивной техники Указом Президиума Верховного Совета СССР удостоен звания Герой Советского Союза. Золотая Звезда № 8312.

## Лётчики-асы полка
| Фамилия, имя отчество           | Награды           | Сбито самолётов (+ в группе) | Примечание |
| ------------------------------- | ----------------- | ---------------------------- | --- |
| Бессчастный Олег Григорьевич    |                   | 5 + 0                        | Лётчик полка: авг. 1943 — май 1945. Боевых вылетов: 68 |
| Бицаев Сергей Владимирович      |                   | 15 + 0                       | Лётчик полка: июль — дек. 1943. Боевых вылетов: 263; воздушных боев: 67. Умер 22 марта 1962 г. |
| Борисов Павел Дмитриевич        |                   | 5 + 0                        | Лётчик полка: дек. 1941 — май 1945. Боевых вылетов: 240; воздушных боев: 13 |
| Бородинский Анатолий Федосеевич | не награждался    | 6 + 0                        | Лётчик полка: 1943 — сент. 1944. Пропал без вести 6 сентября 1944 г. Не вернулся с боевого задания |
| Бычков Семён Трофимович         |                   | 10 + 5                       | Лётчик полка: дек. 1941 — сент. 1942. Боевых вылетов: более 230; воздушных боев: 60. Подбит зенитной артиллерией противника 10 декабря 1943 г., совершил вынужденную посадку на вражеской территории, попал в плен. Вступил в «Русскую освободительную армию» генерала Власова. 27 апреля 1945 г. сдался в плен американцам. В сентябре 1945 г. передан советской стороне. Осуждён Военным трибуналом за измену Родине. Казнён 4 ноября 1946 г. |
| Возный Иван Прохорович          |                   | 6 + 1                        | Лётчик полка: апр. — сент. 1942 |
| Гошко Степан Семёнович          |                   | 8 + 3                        | Лётчик полка: авг. 1943 — сент. 1944. Боевых вылетов: 215. Один самолёт противника сбит таранным ударом. 06.09.1944 сбит в воздушном бою, ранен, попал в плен, освобождён через две недели. |
| Гробовой Пётр Романович         |                   | 7 + 1                        | Лётчик полка: дек. 1941 — июль 1943. Первая известная воздушная победа полка в Отечественной войне одержана 04 февраля 1942 года. Пропал без вести в октябре 1943 г. |
| Коняхин Василий Дмитриевич      | Орден Знак почёта | 17 + 2                       | Лётчик полка: июль 1943 — май 1945. Боевых вылетов: 227; воздушных боев: 28. Умер 28 июня 2000 г. |
| Кравцов Иван Спиридонович       |                   | 13 + 1                       | Лётчик полка: янв. 1943 — май 1945. Боевых вылетов: 108; воздушных боев: 15. |
| Кучинский Борис Сергеевич       |                   | 6 + 0                        | Лётчик полка: сент. 1942 — май 1945. Боевых вылетов: 195; воздушных боев: 36 |
| Лавренков Сергей Кириллович     |                   | 8 + 0                        | Лётчик полка: дек. 1942 — сент. 1944. |
| Лихачёв Василий Иванович        |                   | 5 + 2                        | Лётчик полка: окт. 1941 — авг. 1944. Пропал без вести 13 августа 1944 г. Не вернулся с боевого задания. Один самолёт противника сбит таранным ударом. |
| Лукин Василий Петрович          |                   | 16 + 1                       | Лётчик полка: март — сент. 1943 и июнь 1944 — май 1945. Боевых вылетов: 355; воздушных боев: 40. Умер 7 декабря 1985 г. |
| Молчанов Николай Павлович       |                   | 8 + 3                        | Лётчик полка: дек. 1941 — сент. 1942. Пропал без вести 30 апреля 1943 г. Не вернулся с боевого задания. |
| Соломагин Владимир Васильевич   |                   | 6 + 0                        | Лётчик полка: июль 1943 — апр. 1944. Боевых вылетов: 106 (05.04.1944). Пропал без вести 16 апреля 1944 г. Не вернулся с боевого задания. |
| Солтысов Александр Прокофьевич  |                   | 5 + 0                        | Лётчик полка: июнь 1942 — окт. 1943. Боевых вылетов: 237. Умер 1 июня 2011 г. |
| Сотников Алексей Александрович  |                   | 7 + 9 [7 + 3]                | Лётчик полка: янв. — май 1945. Боевых вылетов: 199; воздушных боев: 38. |
| Степин Анатолий Дмитриевич      |                   | 5 + 0                        | Лётчик полка: дек. 1942 — окт. 1943. Погиб 21 октября 1943 г. Сбит зенитной артиллерией противника. |
| Стренадко Анатолий Захарович    |                   | 5 + 0                        | Лётчик полка: авг. 1944 — май 1945. Боевых вылетов: 25. |
| Тильченко Пётр Григорьевич      |                   | 8 + 3                        | Лётчик полка: июль — авг. 1942. Погиб 25 августа 1942 г. Убит при выполнении боевого задания. |
| Храмов Николай Иванович         |                   | 12 + 3                       | Лётчик полка: янв. 1942—1942. Боевых вылетов: 327; воздушных боев: 113. Погиб 18 октября 1950 г. Разбился в авиационной катастрофе. |

## Итоги боевой деятельности полка
Всего за годы Великой Отечественной войны полком:
| Выполнено боевых вылетов | Проведено воздушных боев | Сбито самолётов в воздухе | Уничтожено самолётов всего |
| ------------------------ | ------------------------ | ------------------------- | -------------------------- |
| 6223                     | более 230 (групповых)    | 234                       | 235                        |

Свои потери:
| Потеряно самолётов, всего       | Погибло лётчиков всего         |
| ------------------------------- | ------------------------------ |
| 100 (боевые — 94; небоевые — 6) | 62 (боевые — 60; небоевые — 2) |

## Самолёты на вооружении
| Период                  | Самолёты  |
| ----------------------- | --------- |
| 06.03.1941 — 06.10.1941 | И-16      |
| 06.12.1941 — 08.09.1942 | Харрикейн |
| 12.12.1942 — 12.04.1943 | Як-7б     |
| 30.06.1943 — 17.10.1944 | Як-1б     |
| 01.08.1944 — 30.11.1944 | Як-9      |
| 30.11.1944 — 01.04.1947 | Як-3      |

## Базирование
| Период            | Аэродром           |
| ----------------- | ------------------ |
| 05.1945 — 06.1945 | Виттшток, Германия |
| 06.1945 — 04.1947 | Пила, Польша       |